# Cryptotis goodwini
Cryptotis goodwini är en däggdjursart som beskrevs av Jackson 1933. Cryptotis goodwini ingår i släktet pygménäbbmöss, och familjen näbbmöss. IUCN kategoriserar arten globalt som livskraftig. Inga underarter finns listade i Catalogue of Life.
Arten förekommer i Centralamerika från södra Mexiko över Guatemala till El Salvador och Honduras. Den vistas i bergstrakter mellan 900 och 3400 meter över havet. Habitatet utgörs av fuktiga bergsskogar med droppgräs (Sporobolus) eller mossa som undervegetation.
Denna näbbmus blir med svans 103 till 128 mm lång och svansen utgör cirka 35 % av den längd som huvud och bål har tillsammans. Pälsen är på ovansidan sotfärgad till mörkbrun och på undersidan lite ljusare på grund av ljusa hårspetsar. Framtassarna är stor med kraftiga klor och därför antas att Cryptotis goodwini gräver i marken.
Med artepitet hedras George G. Goodwin som var direktör för USA:s naturhistoriska museum när näbbmusen upptäcktes.